# Amtsgericht Hilchenbach

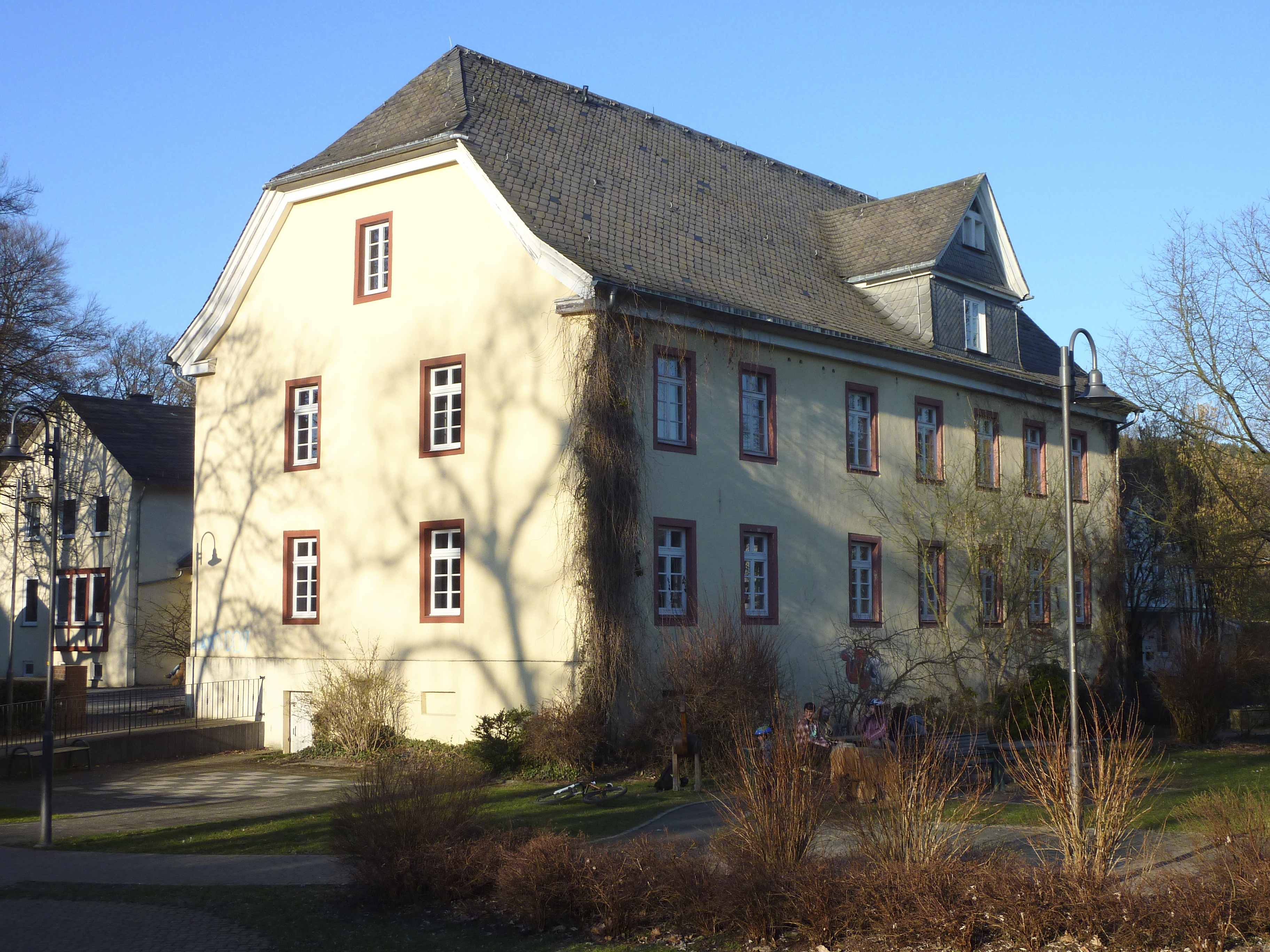
Ehem. Amtsgerichtsgebäude (2011)

Das Amtsgericht Hilchenbach war von 1879 bis 1974 ein Amtsgericht mit Sitz in Hilchenbach.

## Geschichte
In Hilchenbach bestand von 1849 bis 1879 die Gerichtskommission Hilchenbach des Kreisgerichts Siegen. Im Rahmen der Reichsjustizgesetze wurden 1879 reichsweit einheitlich Oberlandes-, Land- und Amtsgerichte gebildet. Das königlich preußische Amtsgericht Hilchenbach wurde mit Wirkung zum 1. Oktober 1879 als eines von 19 Amtsgerichten im Bezirk des Landgerichtes Arnsberg im Bezirk des Oberlandesgericht Hamm gebildet. Der Sitz des Gerichts war die Stadt Hilchenbach. Sein Gerichtsbezirk umfasste aus dem Kreis Siegen der Stadtbezirk Hilchenbach, das Amt Hilchenbach und die Gemeindebezirke Ernsdorf, Ferndorf und Kredenbach. Am Gericht bestand 1880 eine Richterstelle. Das Amtsgericht war damit ein kleines Amtsgericht im Landgerichtsbezirk. Am 1. Oktober 1933 wurde das Landgericht Siegen mit dem Preußischen Gesetz über die Neugliederung von Gerichtsbezirken im Bereich der Oberlandesgerichte Frankfurt am Main, Hamm und Köln vom 23. Juni 1933 gegründet und das Amtsgericht Hilchenbach seinem Sprengel zugeordnet.
Mit dem Sauerland/Paderborn-Gesetz vom 5. November 1974 wurde das Amtsgericht Hilchenbach zum 1. Januar 1975 aufgehoben.

## Gerichtsgebäude
Das Amtsgericht hatte seinen Sitz in der Wilhelmsburg.

## Richter
- von Gagern (1879–1880)
- Haehling von Lanzenauer (1881–1884)
- Fendel (1885–1889)
- Theilkuhl (1890–1899)
- Asbeck (1900–1925)
- Schulte-Uffelage (1926–1931)[4]